# خالد یحیی
خالد یحیی (انگلیسی: Khaled Yahia؛ زادهٔ ۱۰ اوت ۱۹۹۱) بازیکن فوتبال اهل تونس است.
از باشگاه‌هایی که در آن بازی کرده‌است می‌توان به باشگاه فوتبال ستاره ساحلی اشاره کرد.
وی همچنین در تیم ملی فوتبال تونس بازی کرده‌است.